# Georges Varkey Puthiyakulangara
Georges Varkey Puthiyakulangara MEP (ur. 26 stycznia 1953 w Endoor) – indyjski duchowny rzymskokatolicki posługujący na Madagaskarze, od 2013 biskup Port-Bergé.

## Życiorys
Święcenia kapłańskie przyjął 31 maja 1982 i został inkardynowany do diecezji Chikmagalur. Przez kilka lat pracował jako wikariusz, zaś w 1986 wyjechał z księżmi z Towarzystwa Misji Zagranicznych w Paryżu na Madagaskar i podjął pracę duszpasterską w diecezjach Mahajanga i Port-Bergé. W 1995 został członkiem Towarzystwa Misji Zagranicznych, zaś dwa lata później objął funkcję sekretarza administracyjnego w madagaskarskiej Konferencji Episkopatu. W 2005 został dyrektorem urzędu diecezji Mahajanga ds. nauczania katolickiego.
24 listopada 2008 został prekonizowany biskupem koadiutorem Port-Bergé, zaś pół roku później przyjął sakrę biskupią z rąk kard. Armanda Razafindratandry. 15 grudnia 2013 objął pełnię rządów w diecezji.